# Büchelehaus

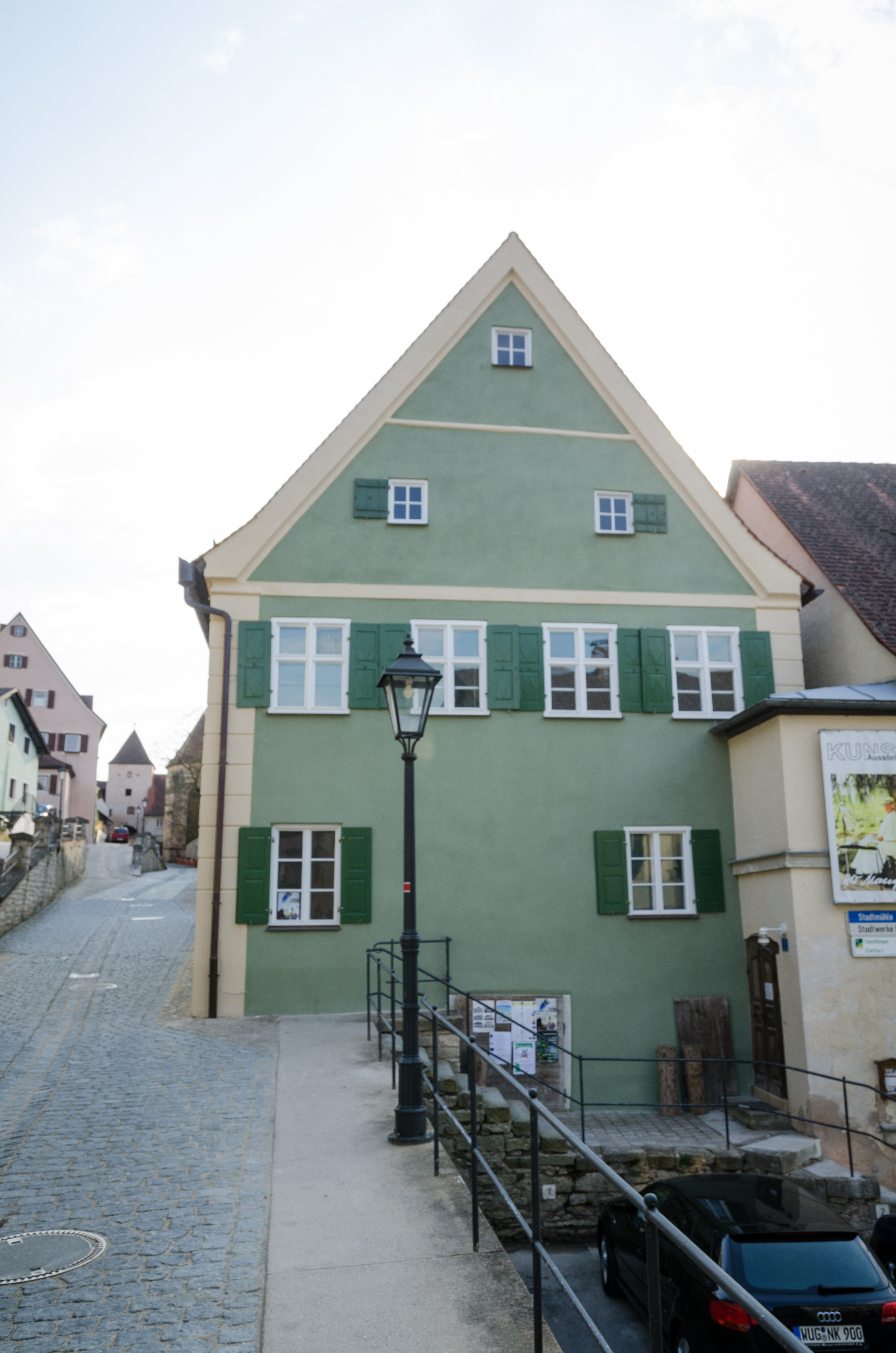
Büchelehaus in Pappenheim

Das Büchelehaus in Pappenheim, einer Stadt im mittelfränkischen Landkreis Weißenburg-Gunzenhausen (Bayern), wurde Ende des 17. Jahrhunderts errichtet. Das Gebäude mit der Adresse Klosterstraße 14 ist als Baudenkmal in die Bayerische Denkmalliste eingetragen.

## Beschreibung
Der zweigeschossige Traufseitbau, über den Fundamenten eines älteren Baus errichtet, besitzt einen älteren westlichen Flügel. Im 19. Jahrhundert fanden größere Umbauten statt.  
Der Kunst- und Kulturverein Pappenheim erhielt im Jahr 2015 die Denkmalschutzmedaille des Freistaates Bayern für die vorbildliche Renovierung des Baudenkmals.